# Troleibuzele din Timișoara
Rețeaua de troleibuz din Timișoara asigură transportul electric din oraș alături de rețeaua de tramvai. Troleibuzele au fost introduse pe 15 noiembrie 1942. 